# Подгорное (Республика Алтай)
Подго́рное — село в Майминском муниципальном районе Республики Алтай России, входит в состав Майминского сельского поселения.

## Расположение
Село расположено на левом берегу реки Катунь, на расстоянии 14 км к северо-западу от села Майма, административного центра района. С другими населёнными пунктами района, село связано дорогой, проходящей через территорию Алтайского края.

## Население
| 2008 | 2009 | 2010 | 2011 | 2012 | 2013 | 2014 |
| ---- | ---- | ---- | ---- | ---- | ---- | ---- |
| 531  | ↗540 | ↘472 | ↗473 | ↗494 | ↗517 | ↗523 |
| 2015 | 2016 |      |      |      |      |      |
| ↘516 | ↗546 |      |      |      |      |      |

## Улицы
| - ул. Береговая, - ул. Зелёная, - ул. Мира, - ул. Набережная, | - ул. Новая, - ул. Пограничная, - ул. Центральная, - ул. Школьная. |